# 笹ヶ瀬川
笹ヶ瀬川（ささがせがわ）は、岡山県岡山市を流れる二級河川。流路延長23.78km。昔話『桃太郎』において桃が流れてきた川のモデルとなった河川とされている。

## 地理
岡山県岡山市北区日応寺（岡山空港・日応寺自然の森付近）に源を発し南東へと流れる川。水源に近い岡山空港の南東に笹ヶ瀬川調整池があり、現在においては、この調整池が通常訪れることが可能な上流起点となっている。
笹ヶ瀬川調整池より岡山県道237号日応寺栢谷線に沿って東へ流れ、北区菅野にある菅野八幡宮付近で水向を南に向け、岡山市下水道河川局の田原地区処理場付近で支流の田原川に合流してから本格的に南下する。岡山市吉宗交差点付近で支流の吉宗川に合流し、津山街道（国道53号旧道）に沿い、のち津山街道と岡山北バイパスの間を縫う形で南下。同市の津島京町（岡山商科大学付近）と谷万成（岡山市北ふれあいセンター・岡山県立岡山一宮高等学校付近）で西行に転じ、一宮地域に在する一宮浄化センター付近で支流の中川・砂川・西川にそれぞれ合流して再南下。岡山市古新田にて足守川が流れ込み、同地域にある岡山西バイパス起点（国道2号古新田ランプ）付近にて南東へと流れを変え、南区の浦安南町・藤田の境界から児島湖に注ぐ。

## 災害
平成23年台風第12号
2011年9月3日、台風12号の直撃により、水位が上昇。堤防を越えて氾濫する恐れがあるとして福田・陵南・御南・芳田・藤田地区などの住民に避難勧告（一部地域は避難指示）が発令された。市内の旭川も含め、避難対象は市内9万1802世帯、約30万人に上った。支流の足守川の水位が堤防を越え山田地区に水害が発生、避難勧告により住民が避難。一部の民家が取り残された。

## 歴史
- 1974年5月- 公共用水域の水質保全に関する法律に基づく指定水域となる。
- 1996年8月- 河口付近で淡水赤潮が異常発生。
- 2011年9月3日 - 平成23年台風12号の直撃により水位が上昇、避難勧告・避難指示発令[3]。

## 主な支流
- 田原川 - 岡山市富吉（岡山市立馬屋上小学校付近）に水源を持つ河川。水源より岡山県道160号三和西菅野線を沿う形で東行し、上述の通り田原地区処理場にて笹ヶ瀬川本流に合流する。
- 吉宗川 - 岡山市菅野（岡山空港ゴルフコースの南東部）に水源を持つ河川。市内広域農道吉備高原街道に沿って南東へと流れる形で菅野・吉宗の各字を横断し、津山街道吉宗交差点付近で笹ヶ瀬川本流に合流する。
- 中川 - 岡山市北区富吉および佐山に水源を持ち岡山県道239号上芳賀大窪線に沿って南下する川。北区一宮で笹ヶ瀬川本流に合流する。
- 砂川 - 岡山市北区横尾および長野に水源を持ち岡山県道61号妹尾御津線に沿って南下する川。上流では鳴谷川ないしは長野川と称される場合もある。北区尾上で笹ヶ瀬川本流に合流する。
  - 阿部倉川 - 岡山市北区日応寺に水源を持ち、岡山空港第四駐車場の北辺に隣接する阿部倉ダム（阿部倉池）より、岡山県道61号妹尾御津線に沿って笹ヶ瀬川とは逆方向（西南）へと流れる川。岡山市北区長野・横尾・三和の各字境界地に在する横尾池に流れ込み、そこからさらに県道61号に沿って南下し、長野の取水堰（鳴谷川遺跡付近。旧・岡山市水道局長野取水場。設備の老朽化と他水系から地域上水道への安定供給が可能となった事から2003年に廃止し、現在は堰設備のみ残る）から砂川に合流し同一の河川となる。
- 西川 - 岡山市北区和井元（龍泉寺南麓）に水源を持ち、同域を高松まで南下したのち、備中高松城手前にて南東へ進む川。高松城水攻め遺構群の中枢部を進む川であり、同遺構周辺より吉備津（板倉宿・真金一里塚周辺）を超えて一宮の吉備津彦神社まで西国街道（旧山陽道）および国道180号と並走する。吉備津彦神社の境内の池は西川の水が引き込まれて成り立っている。吉備津彦神社を越えた後は岡山県道61号妹尾御津線・吉備路自転車道の両道路および砂川と並走する。砂川と笹ヶ瀬川本流の合流の直後に西川も北区尾上にて笹ヶ瀬川本流に合流する。
  - 細谷川 - 西川支流。岡山市北区一宮の吉備の中山北麓（法螺貝の井戸付近）に水源を持ち北へと流れる川。平野部にて地域の農業用水路として細分化された後に西川へ合流する。一宮地域および吉備津周辺では、この川および西川から延びる用水路の一部が備前国と備中国のおおまかな国境の目印となる。
- 足守川 - 岡山市北区掛畑および河原と吉備中央町竹部を分かつ妙見山および黒嶽の南麓に水源をもつ河川。岡山市南区古新田で笹ヶ瀬川本流に合流する。
  - 血吸川 - 総社市奥坂に水源を持ち南下する河川。足守川支流。岡山市新庄上で足守川に合流する。河川土砂に砂鉄が混ざっており、それらの表面が錆びて川底が赤く変色するように見える時があり、そこから「血吸」の名がつけられた。地元の吉備津彦社宮縁起では「桃太郎の攻撃に傷ついた鬼が血を流しながら逃げたもの(その時に川が赤く染まり、その赤が現在でも落ちない)の捕えられた川」として伝わる。
  - 境目川 - 岡山市北区東花尻（尾上車山古墳南麓）に水源を持ち南下する河川。足守川支流。岡山市北区延友で足守川に合流する。その名の通りここが備前国（花尻・白石・久米・今保）と備中国（東花尻・平野・延友）の国境で、合流した先は足守川と笹ヶ瀬川が国境となる。